# Tectonatica micra
Tectonatica micra is een slakkensoort uit de familie van de Naticidae. De wetenschappelijke naam van de soort is voor het eerst geldig gepubliceerd in 1953 door Haas.